# Agrostis navarroi
Agrostis navarroi é uma espécie de gramínea do gênero Agrostis, pertencente à família Poaceae.